# 구양흡
구양 흡(歐陽歙, ? ~ 39년)은 중국 신나라 ~ 후한 초기의 관료로, 자는 정사(正思)이며 천승군 천승현(千乘縣) 사람이다.

## 생애
구양생의 8세손으로, 구양씨 가문은 대대로 《상서》를 전하며 박사가 되었는데, 구양흡 또한 그 가업을 이었다.

신나라 때는 장사현(長社縣)의 지방관이었다. 경시제가 즉위하였을 때는 원무현(原武縣)의 현령이었는데, 광무제가 원무에 이르러 구양흡이 정사를 펴는 것을 보고 그를 하남도위로 삼았다. 

광무제가 즉위한 뒤에는 하남윤이 되었고 피양후(被陽侯)에 봉해졌다. 건무 5년(29년), 어떤 사건에 연좌되어 면직되었으나, 이듬해 양주목에 임명되었다가 여남태수로 옮겨갔다. 건무 9년(33년)에는 다시 야후(夜侯)에 봉해졌다.
여남군에 있은 지 9년이 되던 건무 15년(39년) 정월, 대사도 한흠이 면직되자 그 뒤를 이어 대사도에 올랐다. 그러나 여남에서 발생한 뇌물 사건에 연좌되어 투옥되었고, 결국 11월 갑술일에 사망하였다.
아들 구양복(歐陽復)이 후사를 이었으나, 구양복이 죽으면서 봉지는 폐지되었다.

## 출전
- 범엽, 《후한서》 권79상 유림열전 중 구양흡전

|  | 후한의 하남윤 25년 ~ 29년 | 후임 왕량 |

| 전임 한흠 | 제5대 후한의 대사도 39년 음력 1월 정미일 ~ 39년 음력 11월 갑술일 | 후임 대섭 |